# اوسامو ایشی‌گورو
اوسامو ایشی‌گورو (انگلیسی: Osamu Ishiguro؛ زاده ۱۲ اوت ۱۹۳۶) یک تنیس‌باز اهل ژاپن است.